# Saut-d'Eau
Saut-d'Eau (Haïtiaans-Creools: Sodo, ook Ville-Bonheur genoemd) is een stad en gemeente in Haïti met 39.000 inwoners. De plaats ligt 32 km ten noordoosten van de hoofdstad Port-au-Prince. De gemeente maakt deel uit van het arrondissement Mirebalais in het departement Centre.
De plaats dankt zijn naam aan een waterval, die door veel mensen bezocht wordt. Verder staat in de buurt de berg Montagne Terrible.
Er is slechts vier uur per dag elektriciteit. Voorzieningen op het gebied van gezondheid en onderwijs zijn erg precair. Ook zijn de toegangswegen in slechte staat.
Er worden katoen, citrusvruchten en maïs verbouwd. Ondanks de sterke ontbossing is het gebied nog steeds rijk aan water en begroeiing.
De patroonheilige van Saut-d'Eau is Onze-Lieve-Vrouwe-van-de-Wonderen. Haar feestdag wordt gevierd in juli. Veel mensen komen dan op bedevaart naar Saut-d'Eau, waarbij men, door onder de waterval te staan, zijn zonden kan laten "wegspoelen".

## Indeling
De gemeente bestaat uit de volgende sections communales:
| Nr. | Naam                      | Km²   | Inw.2015 |
| --- | ------------------------- | ----- | -------- |
| 1   | Canot (of: Rivière Canot) | 44,22 | 13.707   |
| 2   | La Selle                  | 62,00 | 10.634   |
| 3   | Coupe Mardi Gras          | 43,10 | 8.646    |
| 4   | Montagne Terrible         | 30,09 | 6.082    |